# Hokkaidō shinbun
Le Hokkaidō shinbun (北海道新聞), souvent abrégé en Dōshin (道新), est un journal quotidien japonais publié principalement dans l'île de Hokkaidō au Japon par le groupe The Hokkaido Shimbun Press (株式会社北海道新聞社, Kabushiki-gaisha Hokkaidō shinbunsha). En novembre 2006, son édition du matin est diffusée à 1.208.175 exemplaires. Le journal a été publié pour la première fois à Sapporo en 1887.